# Thomas Ernest Hulme
Thomas Ernest Hulme engleski pjesnik i kritičar (Endon, Ujedinjeno Kraljevstvo; 16. rujna 1883. – 28. rujna 1917., Oostduinkerke, Koksijde, Belgija).

## Životopis
Jedan od utemeljitelja imagizma, poetike za koju je svježa i neobična, ali precizna pjesnička slika temelj modernog izraza. Pregršt njegovih pjesama objavljenih 1912. pokazala se ključnim utjecajem na avangardno englesko pjesništvo 20. stoljeća. Svjetski prijam E. Pounda i T. S. Eliota mnogo duguje Hulmeovoj zamisli o "suhom i tvrdom" pjesničkom izričaju, koji je odgovarao razočaranju intelektualaca nakon Prvog svjetskog rata. U 1920-ima Herbert Read objavio je i njegovu utjecajnu esejističku ostavštinu: "Premišljanja" (Speculations, 1924.), "Bilješke o jeziku i stilu" (Notes on Language and Style, 1929.) te "Daljnja premišljanja" (Further Speculations, 1955.).